# Statens Filmcentral
Statens Filmcentral (SFC) var en statslig institution under Kulturministeriet, der havde til hensigt at skabe modspil til den kommercielle filmproduktion i Danmark.
Filmcentralen blev grundlagt i 1938 og blev finansieret gennem afgifter, der blev pålagt biografernes visning af spillefilm. I begyndelsen fungerede filmcentralen som distributør af kort- og dokumentarfilm, men fra 1958 begyndte SFC også at producere disse typer film.
Statens Filmcentral blev nedlagt i 1997, og opgaverne overført til Det Danske Filminstitut.